# Гумбра
Гумбра (груз. გუმბრა) — село в Грузії.
За даними перепису населення 2014 року в селі проживає 2381 особа.